# التحكم العصبي من أعلى إلى أسفل في وظائف الأعضاء
ينطوي التحكم العصبي من أعلى إلى أسفل في وظائف الأعضاء على التنظيم المباشر للوظائف الفيزيولوجية بواسطة الدماغ (بالإضافة إلى العضلات الملساء والوظائف الغدية). تشمل الوظائف الخلوية إنتاج جهاز المناعة للخلايا اللمفاوية التائية والأجسام المضادة، إلى جانب الوظائف الاستتبابية عديمة الصلة مناعيًا مثل استحداث الجلوكوز في الكبد، وإعادة امتصاص الصوديوم، والتنظيم الأسموزي والتوليد الحراري غير الارتجافي للنسيج الدهني البني. يحدث هذا التنظيم عبر الجهازين الودي ونظير الودي (الجهاز العصبي الذاتي)، بالإضافة إلى تعصيبهما المباشر لأعضاء الجسم وأنسجته الذي يبدأ عند جذع الدماغ. يوجد أيضًا تحكم هرموني غير تعصيبي عبر منطقة تحت المهاد والغدة النخامية (إتش بّي إيه). تخضع هذه المناطق السفلية من الدماغ لسيطرة المناطق القشرية المخية. يتباين مثل هذا التنظيم القشري بين الجانبين الأيمن والأيسر. يثبت إشراط بافلوف أن التحكم الدماغي في الوظيفة الفيزيولوجية الأساسية على مستوى الخلية أمر قابل للتعلم.

## جذع الدماغ
يتوسط الجهازان العصبيان الودي ونظير الودي في جذع الدماغ، إلى جانب منطقة تحت المهاد، عمليات التحكم من أعلى إلى أسفل للدماغ العلوي في وظائف الجسم. ينشأ الجهاز العصبي الودي من نوى جذع الدماغ التي ترسل إسقاطاتها نحو الأعمدة المتوسطة الوحشية للعصبونات النخاعية الشوكية الصدرية القطنية في الأجزاء الشوكية «تي 1» - «إل 2». يعمل الجهاز العصبي نظير الودي بدوره في النوى الحركية للأعصاب القحفية III، وVII وIX (التحكم في حدقة العين والغدد اللعابية) بالإضافة إلى العصب القحفي X (المبهم – العديد من الوظائف بما في ذلك المناعة) وأجزاء النخاع الشوكي العجزية (الجهاز الهضمي والجهاز البولي التناسلي). يحدث تحكم آخر أيضًا من خلال التحكم العصبي من أعلى إلى أسفل بواسطة المناطق الإنسية لشقرة فص الجبهة. تمتلك منطقة تحت المهاد بدورها تحكمًا غير تعصيبي في الجسم من خلال الإفرازات الهرمونية للغدة النخامية.

### المناعة
يتحكم الدماغ في المناعة بطريقة غير مباشرة من خلال إفرازات السكريات القشرية للمحور الوطائي النخامي الكظري من الغدة النخامية، بالإضافة إلى طرق مباشرة بواسطة التعصيبات المباشرة المختلفة.
- الأجسام المضادة. يوجد تعصيب ودي من الغدة الزعترية. يحدث تحكم ودي في إنتاج الأجسام المضادة وتعديل تركيزات السيتوكينات.[8][9]
- المناعة الخلوية. يجب وجود جهاز عصبي ودي سليم للحفاظ على تنظيم مناعي خلوي كامل إذ تنعدم قدرة الفئران معطلة التعصيب على إنتاج وتنشيط كل من الخلايا التائية الكابحة للطحال أو الخلايا التائية الفاتكة الطبيعية.
- التهاب الأعضاء. يرتبط التعصيب الودي للأعضاء المختلفة مع الخلايا البلعمية الكبيرة والخلايا التغصنية ويمتلك القدرة على زيادة الالتهاب الموضعي بما في ذلك الكلية، والأمعاء، والجلد والمفاصل الزليلية.[10][11]
- مضاد الالتهاب. يحمل العصب المبهم مسارًا مضادًا للالتهاب كوليني الفعل نظير ودي من شأنه تقليل السيتوكينات المحرضة للالتهاب مثل عامل نخر الورم عن طريق الخلايا البلعمية الكبيرة للطحال الموجودة في اللب الأحمر والمنطقة الهامشية ما يقلل بالتالي من تنشيط الالتهاب. يخضع هذا التحكم بشكل جزئي لسيطرة التعصيب المباشر لأعضاء الجسم مثل الطحال. مع ذلك، يُعتبر وجود مسار العصب المضاد للالتهاب نظير الودي محطًا للجدل إذ يفيد أحد المراجعين بأنه: «لا يوجد دليل على امتلاك العصب المبهم دورًا مضادًا للالتهاب ومستقلًا عن الجهاز العصبي الودي».[12][13]